# Bình Nguyên (Quảng Nam)
Bình Nguyên is een xã in het district Thăng Bình, een van de districten in de Vietnamese provincie Quảng Nam. Bình Nguyên heeft ruim 6600 inwoners op een oppervlakte van 7,27 km².

## Geografie en topografie
Bình Nguyên ligt in het noordwesten van de huyện Thăng Bình en tegen de grens met Quế Sơn. De grens wordt hier gevormd door de Ly Ly. De aangrenzende xã's in Quế Sơn zijn Quế Cường en Hương An. De aangrenzende xã's in Thăng Bình zijn Bình Phục en Bình Quý. Bình Nguyên grenst ook aan thị trấn Hà Lam.

## Verkeer en vervoer
Een van de belangrijkste verkeersaders is de Quốc lộ 1A. Deze weg verbindt Lạng Sơn met Cà Mau. Deze weg is gebouwd in 1930 door de Franse kolonisator. De weg volgt voor een groot gedeelte de route van de AH1. Deze Aziatische weg is de langste Aziatische weg en gaat van Tokio in Japan via verschillende landen, waaronder de Volksrepubliek China en Vietnam, naar Turkije. De weg eindigt bij de grens met Bulgarije en gaat vervolgens verder als de Europese weg 80.